# Résolution 15 du Conseil de sécurité des Nations unies
Membres permanents
- Chine
- États-Unis
- France
- Royaume-Uni
- URSS

Membres non permanents
- Australie
- Brésil
- Égypte
- Mexique
- Pays-Bas
- Pologne

Résolution no 14 Résolution no 16
La résolution 15 est une résolution du Conseil de sécurité de l'ONU qui a été votée le 19 décembre 1946 et qui décide de créer une commission d'enquête aux fins de vérifier les faits de violation de frontière entre la Grèce d'une part et l'Albanie, la Bulgarie et la Yougoslavie d'autre part.

## Texte
- Résolution 15 sur fr.wikisource.org
- Résolution 15 sur en.wikisource.org